# Grana Padano

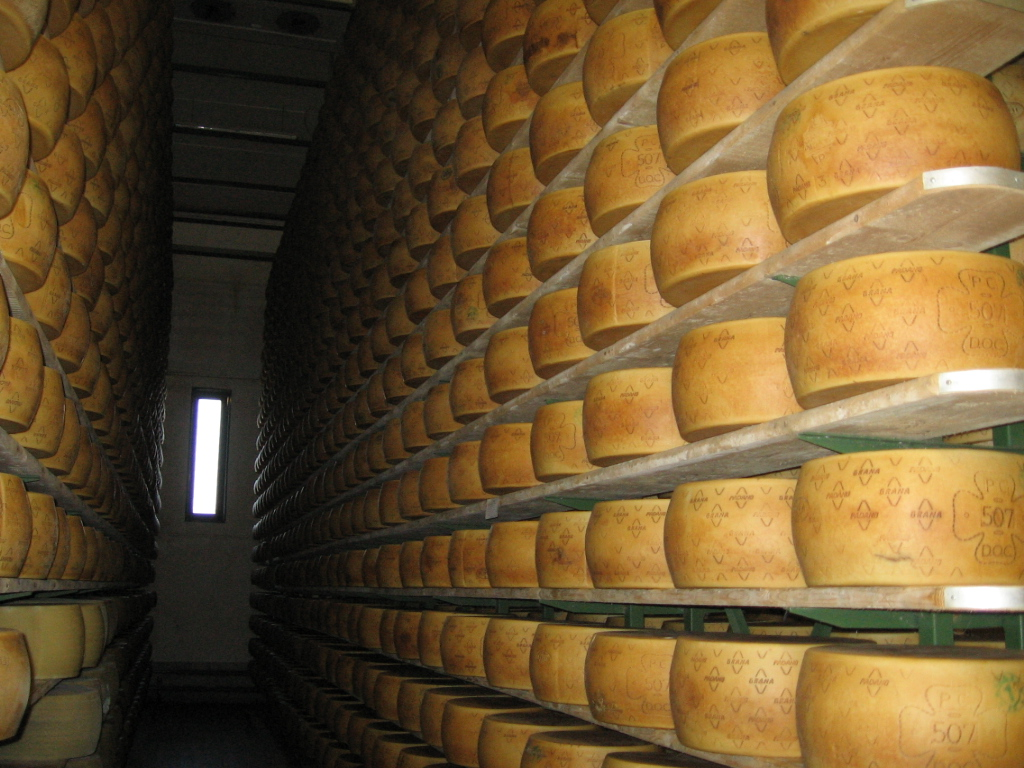
Grana Padano

Grana Padano je italský tvrdý sýr vyrobený z kravského mléka z dvojího dojení, který zraje 1–4 roky.
Jeho chuť je vyvážená, ne příliš slaná, ale ani ne příliš jemná, trochu pikantní, čerstvá, ovocná, nasládlá s náznakem ořechů a ananasu. Sýr Grana Padano má hladkou velice tvrdou kůrku. Používá se do předkrmů, na těstoviny, zeleninové saláty, na steaky. Je vhodný k červenému i bílému vínu. Dá se dobře zmrazovat.